# Tom Sayers (Boxer)

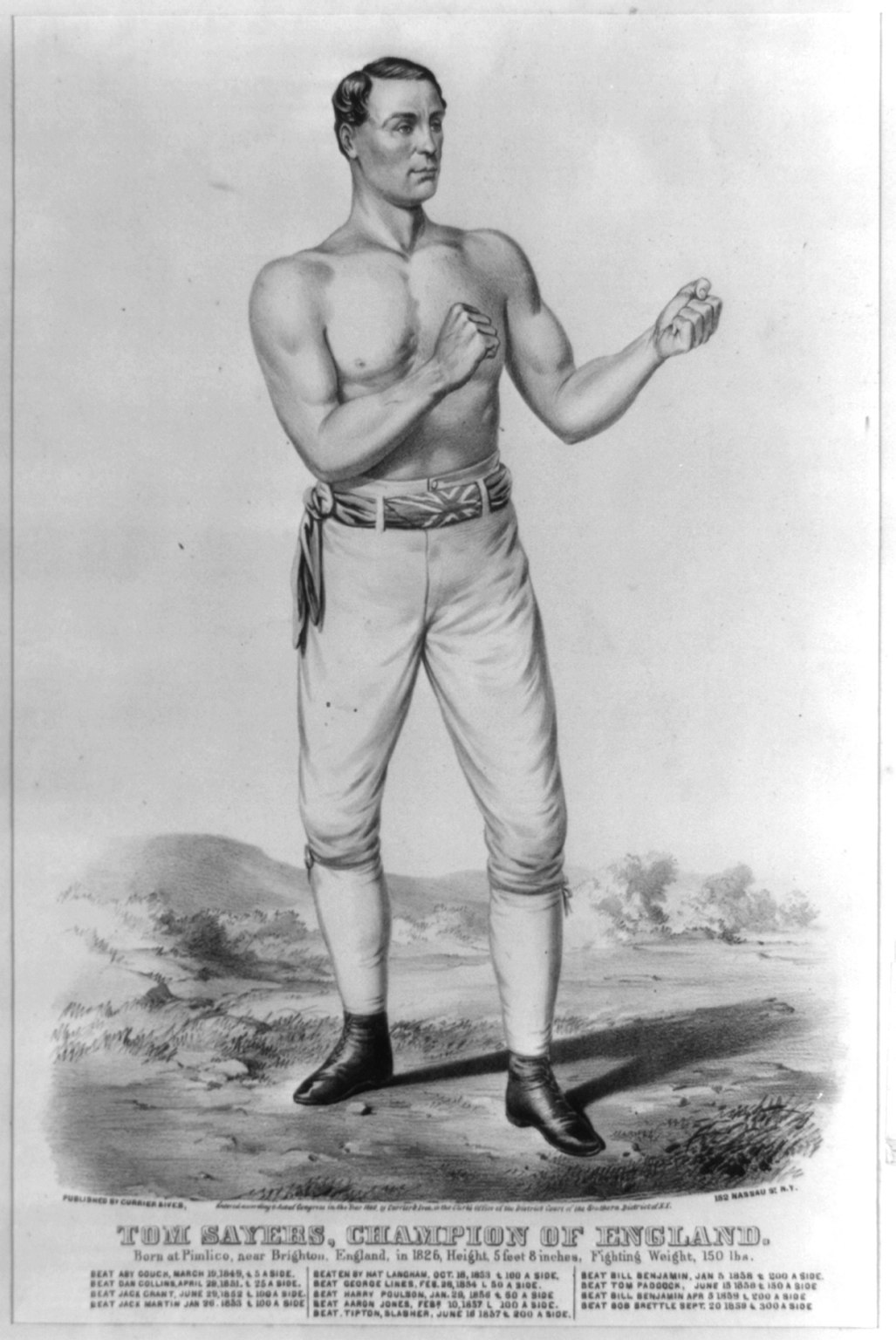
Tom Sayers, 1860

Tom Sayers (* 25. Mai 1826 in Brighton, Sussex, England; † 8. November 1865 in London Borough of Camden, London, England) war ein englischer Boxer in der Bare-knuckle-Ära.
Im Jahr 1990 wurde er in die International Boxing Hall of Fame in der Kategorie Pioniere aufgenommen.
Sayers starb im November des Jahres 1865 an Diabetes; er wurde nur 39 Jahre alt.